# 森澤恭子
森澤 恭子（もりさわ きょうこ、1978年（昭和53年）11月16日 - ）は、日本の政治家。東京都品川区長（1期）。元東京都議会議員（2期）。戸籍名は髙屋 恭子であるが、行政文書などの氏名表記・政治活動においては旧姓である「森澤」表記を用いている。2019年に後述の不満から都民ファーストの会を離党し、会派「無所属 東京みらい」を結成・幹事長に就任。2022年品川区長選挙に出馬して当選した。

## 経歴
神奈川県茅ヶ崎市出身。捜真女学校中学部・高等学部を卒業の後、1998年に慶應義塾大学法学部政治学科に入学。
2002年、日本テレビに入社。外報部としてスマトラ島沖地震後のタイ、2004年アメリカ大統領選挙共和党大会などを取材。政治部では、小泉純一郎元首相の総理番、郵政選挙を取材。
2006年、トレンダーズに入社。2007年、森ビルに入社。
2011年、第1子となる長女を出産した後、夫の仕事の都合でシンガポールへ移住。
2013年、長男出産を前に帰国。

### 政界入り
2016年、小池百合子政経塾「希望の塾」に入塾。
2017年7月、東京都議会議員選挙に、都民ファーストの会公認で品川区選挙区から立候補し、トップ当選。

### 「無所属 東京みらい」
2019年1月、不明瞭な政策決定過程や党運営への不満を表明し、同僚都議の奥澤高広、斎藤礼伊奈とともに都民ファーストの会を離党、新たに都議会会派として「無所属 東京みらい」を結成し、初代幹事長を務める。
2021年7月、東京都議会議員選挙に無所属で立候補し、再選。(会派は「無所属 東京みらい」のまま)

### 品川区長選出馬
2022年9月5日、品川区長選挙に立候補するため、東京都記者クラブにて記者会見を行った。任期途中で辞職し品川区長選挙に立候補。同選挙では「完全無所属（政党に所属していない）」。表明して活動し、出陣式には濱野健区長（当時）が激励に訪れた。
10月2日の投票は法定得票に満たなかったため、特別区では初の再選挙が確定した。11月21日、再び東京都庁内の東京都記者クラブにて、再選挙出馬の記者会見が行われた。12月4日の品川区長再選挙で自民党・共産党・国民民主党の各公認候補などがいる中で、初当選を果たし同日区長に就任した。特別区の女性区長は同年6月に当選した岸本聡子杉並区長に次ぐ4人目で、品川区では初めてとなる。
その後、自身の辞職に伴い欠員が生じた2024年7月7日執行の東京都議会議員品川区選挙区補欠選挙に、自身の事実上の後継となる元政策秘書の篠原里佳を無所属で擁立し当選させている。

## 人物
- 座右の銘は「龍になれ、雲自ずから集まる」武者小路実篤。森ビルの社長だった森稔が座右の銘としていた言葉だとして自身も使用[11]。
- 夫は、大学の同級生でカーディフ損保代表取締役社長の高屋智行[12]。
- 参議院議員・山下雄平や、青稜中学校・青田泰明校長とは、小林良彰ゼミナールの同級生[13]。山下とは共に「ダイバーシティ勉強会」を議員会館会議室で開催しており、2019年1月22日に講師として野田聖子が出席している。これには鈴木款や難波美智代も同席している[14]。
- 2019年3月16日 赤松良子政治塾で講師を務めた。講題は「ふつうのワークママが都議会議員に挑戦した」[15]。
- 2019年4月28日 東京レインボープライドのパレードに参加、その後も継続参加している。

## 政策
- 離党した都民ファーストの会が賛成する羽田新飛行ルートについて、議会答弁では「区民アンケートを取る」との言に留めており、自身の立場は表明せず曖昧な立場を取っている。
- LGBTQ、東京都パートナーシップ制度の推進派であり、陳情の紹介議員の一人である[16]。
- 都議会議員時代に、有機野菜などオーガニックに肯定的である。新宿区の新大久保にあるエイビイシイ保育園が、調味料から洗剤までオーガニック、食材も有機食材にこだわっていることに「素敵だな」と感動している[17]。区長就任後である2023年に翌2024年からの各種無償化政策を表明した。例として、区立学校全校に対する「給食の無償化」には約13億円のコストを計上した[18]。2025年2月には、区立小中学校(小学校31校、中学校9校、義務教育学校6校の区立学校の全校)の給食の全野菜をオーガニックに同年10月からすることを表明した。2023年に行った区民へのアンケート、2024年実施したタウンミーティングで出た意見は「給食を無償化してから質が落ちた」「おいしい給食が食べたい」との給食の質に対する批判意見が出ていたのだが、この解決法に森澤区長は給食野菜のオーガニック化を選び、その有機野菜化にかかる追加費用として、2025年度当初予算案に約2800万円を追加計上した[19]。